# オーレリー・デュポン
オーレリー・デュポン （Aurélie Dupont, 1973年1月15日 - ）は、フランス・パリ出身のバレエダンサー。1989年にパリ・オペラ座バレエに入団し、1998年に最高位のエトワールに昇格した。2015年の引退後、2016年から2022年までパリ・オペラ座バレエ団の舞踊監督として活動した。

## 略歴
体操を習っていて、体操教師にすすめられ、10歳でパリ・オペラ座付属バレエ学校に入学。1989年入団。1991年にコリフェ、1992年にスジェに昇進し、同年ヴァルナ国際バレエコンクールのジュニア部門で金メダルを受賞。1996年にプルミエール・ダンスーズに、1998年、ルドルフ・ヌレエフ演出『ドン・キホーテ』の舞台後、エトワールとなった。
2003年、キーロフ・バレエのゲストとして、『ロミオとジュリエット』をアンドリアン・ファデーエフとともに踊った。
マニュエル・ルグリとのパートナーシップが特に名高い。
2014年5月29日、フランスの日刊紙「フィガロ」はメートル・ド・バレエのクロチルド・ヴァイエ（元パリ・オペラ座プルミエール・ダンスーズ）の後任として、2015年5月引退予定のデュポンが就任することを報じたが、デュポンはこれを辞退した。
2015年5月18日公演の『マノン』を最後の舞台として、現役ダンサーを引退した。2016年2月4日、振付家バンジャマン・ミルピエの後任としてパリ・オペラ座バレエ舞踊監督に指名され、2016年8月1日から正式に就任した。2022年6月16日にデュポンの舞踊監督辞任が発表され、同年7月末で辞任した。

## レパートリー
- 『ドン・キホーテ』
- 『ラ・バヤデール』
- 『シルヴィア』
- 『ジゼル』
- 『ロミオとジュリエット』
- 『眠れる森の美女』
- 『ライモンダ』
- 『レ・シルフィード』